# Jules Renard (vaudevilliste)
Pour les articles homonymes, voir Jules Renard (homonymie) et Renard (homonymie).
Pierre Jules Renard est un dramaturge et vaudevilliste français né le 15 mars 1813 à Paris et mort le 5 février 1877 à Sèvres.

## Œuvres
- Cherubin ou la Journée des aventures, comédie en cinq actes, et six tableaux, représentée pour la première fois à Paris sur le théâtre des Délassements Comiques, le 15 septembre 1852, Vialat et Cie, s.d.
- L'Hôtel des haricots, vaudeville en trois actes par MM. Jules Renard et Delbès, représenté pour la première fois à Paris sur le théâtre de la Gaîté le 18 janvier 1861, Pilloy, s.d.
- Un million dans le ventre, vaudeville en un acte, représenté pour la première fois à Paris sur le théâtre de Variétés, le 17 mai 1857, M. Lévy, s.d.
- Même maison, vaudeville en 1 acte, Palais-Royal, 4 mai 1865, E. Dentu, 1865
- Une noce sur le carré, comédie-vaudeville en 1 acte, Palais-Royal, 6 avril 1868, E. Dentu, 1868
- Deux prisonniers de Théodoros, pochade abyssinienne en un acte, musique nouvelle de M. de Villebichot, E. Dentu, 1868[3]
- Le Musée d'Anatole, vaudeville en 1 acte, Palais-Royal, 17 août 1870, E. Dentu, 1871
- Un coup de vent, vaudeville en 1 acte, Palais-Royal, 22 août 1867, E. Dentu, 1872
- La Clarinette postale, comédie-vaudeville en 1 acte, Palais-Royal, 20 juin 1873, Tresse, 1873